# Elisa (2025)
Elisa is een toekomstige Italiaans-Zwitserse dramafilm, geregisseerd en mede geschreven door Leonardo Di Costanzo. De hoofdrollen worden vertolkt door Barbara Ronchi, Roschdy Zem, Diego Ribon en Valeria Golino.

## Verhaal
De 35-jarige Elisa Zanetti groeide op in een doorsnee middenklassegezin en zit al tien jaar in de gevangenis van Moncaldo voor de moord op haar oudere zus. Ze heeft het lichaam van haar zus verbrand en verborgen. Een motief voor de misdaad kon destijds niet worden vastgesteld en Elisa beweert dat ze zich de misdaad nauwelijks herinnert. Na de misdaad bleef ze stil en onthulde ze nooit wat er werkelijk was gebeurd. Op een dag besluit Elisa mee te werken aan het onderzoek van de beroemde criminoloog Alaoui, die gespecialiseerd is in familiedelicten. In moeilijke en pijnlijke gesprekken begint Elisa zich voor hem open te stellen en herinnert ze zich de gebeurtenissen van die tijd. Elisa wordt zich voor het eerst volledig bewust van haar eigen schuldgevoel en stort in.

## Rolverdeling
| Acteur             | Personage        |
| ------------------ | ---------------- |
| Barbara Ronchi     | Elisa Zanetti    |
| Roschdy Zem        | Professor Alaoui |
| Diego Ribon        | Elisa's vader    |
| Valeria Golino     |                  |
| Hippolyte Girardot |                  |

## Productie
Elisa is de vierde speelfilm van de Italiaanse regisseur Leonardo Di Costanzo, die zijn carrière begin jaren 1990 begon met het maken van documentaires. De film werd geïnspireerd door studies en gesprekken tussen criminologen Adolfo Ceretti en Lorenzo Natali, die verschenen in hun boek Io volevo ucciderla. Het camerawerk is van Luca Bigazzi (bekroond met 7 Premi David di Donatello), terwijl de montage werd toevertrouwd aan Carlotta Cristiani. De film is een coproductie met RSI Radiotelevisione svizzera, met steun van het Italiaanse Fonds voor de Ontwikkeling van Film- en Audiovisuele Investeringen, het Ufficio federale della cultura (UFC) en de IDM Film Commission Südtirol, de Emilia-Romagna Film Commission en de Ticino Film Commission.

## Release
Elisa zal op 4 september 2025 in première gaan op het Filmfestival van Venetië in de competitie voor de Gouden Leeuw.

## Prijzen en nominaties
De belangrijkste:
| Jaar | Prijs                    | Categorie    | Genomineerde(n)      | Uitslag       |
| ---- | ------------------------ | ------------ | -------------------- | ------------- |
| 2025 | Filmfestival van Venetië | Gouden Leeuw | Leonardo Di Costanzo | In afwachting |